# Ancerviller
Ancerviller település Franciaországban, Meurthe-et-Moselle megyében. Lakosainak száma 247 fő (2022. január 1.). Ancerviller Badonviller, Barbas, Domèvre-sur-Vezouze, Halloville, Mignéville, Montigny, Montreux, Neuviller-lès-Badonviller, Saint-Maurice-aux-Forges és Sainte-Pôle községekkel határos.

## Népesség
A település népességének változása:
| Lakosok száma | 309  | 254  | 220  | 248  | 259  | 273  | 282  | 264  | 255  | 247  |
|               | 1968 | 1982 | 1990 | 2006 | 2013 | 2015 | 2017 | 2019 | 2020 | 2022 |